# Får jag lov, magistern!
Får jag lov, magistern! är en svensk film från 1947 i regi av Börje Larsson. I rollerna ses bland andra Stig Järrel, Ulla Sallert och Agneta Lagerfeldt.

## Om filmen
Inspelningen ägde rum mellan den 7 oktober och 11 december 1947 i Europafilms studio i Sundbyberg. Förlagan var pjäsen Magister Hartman gör en resa, skriven av den okända pseudonymen Alfa Beta och uruppförd som ett sångspel för radio den 5 januari 1946. Pjäsen omarbetades till filmmanus av Georg Eliasson och Sven Gustafson och spelades in med Bertil Palmgren och Harald Berglund som fotografer. Erik Baumann och Nathan Görling komponerade originalmusik till filmen i övrigt användes bland annat "An der schönen blauen Donau" av Johann Strauss d.y. Filmen premiärvisades den 26 december 1947 på biografen Anglais i Stockholm och var 102 minuter lång samt barntillåten.

## Handling
Lärare Clemens får i uppdrag att lära sig dansa så att han kan undervisa i ämnet. Danslektionerna förändrar honom från en socialt bortkommen figur till en elegant kavaljer. Efter en serie skandalösa händelser återvänder han till skolan där han arbetar och börjar att undervisa i det nya ämnet. Under en skolbal förlovar han sig med Birgitta, dottern till familjen i vilken han bor inackorderad.

## Rollista
- Stig Järrel – Clemens Hartman, lärare
- Ulla Sallert – Angela, veckotidningsredaktör
- Agneta Lagerfeldt – Birgitta Pilgård
- Katie Rolfsen – danslärarinna
- Håkan Westergren – Filip
- Gull Natorp – fru Pilgård, Birgittas mor, hyresvärdinna
- Georg Funkquist – professor
- Carl-Gunnar Wingård – Dymundson, grosshandlare
- Christian Bratt – Dymundsons son
- Arthur Fischer – rektor
- Helge Andersson – man
- Åke Karlsson – man
- Wiktor "Kulörten" Andersson – vaktmästare
- Lasse Sarri – pojke
- Hans Sundberg – elev
- Stig Grybe – elev
- Nils Johannisson – äldre herre
- Maja Cassel – äldre dam
- Agda Helin – kvinna
- Svea Holst – kvinna
- Keve Hjelm – ej identifierad roll
- Ingrid Östergren – ej identifierad roll
- Maj Wendel – ej identifierad roll
- Josua Bengtson – ej identifierad roll
- Barbro Nordin – ej identifierad roll
- John Ekman – ej identifierad roll
- Anni Wandel – ej identifierad roll
- Signe Enwall – ej identifierad roll
- Artur Rolén – ej identifierad roll
- Siv Johansson	– ej identifierad roll
- Gösta Prüzelius – ej identifierad roll
- Henry Lindblom – ej identifierad roll

### Fotnoter
1. 1 2 3  ”Får jag lov, magistern!”. Svensk Filmdatabas. http://sfi.se/sv/svensk-filmdatabas/Item/?itemid=4210&type=MOVIE&iv=Basic&ref=/templates/SwedishFilmSearchResult.aspx?id%3d1225%26epslanguage%3dsv%26searchword%3dF%C3%A5r+jag+lov,+magistern!%26type%3dMovieTitle%26match%3dBegin%26page%3d1%26prom%3dFalse. Läst 18 april 2013.